# NGC 6275
NGC 6275 ist eine 14,3 mag helle Seyfertgalaxie (Typ 1) vom Hubble-Typ SBdm/pec im Sternbild Drache.
Sie wurde am 5. August 1886 von Lewis A. Swift entdeckt.